# برنار لدبور
برنار لدبور (فرانسوی: Bernard Laidebeur‎; ۱۱ ژوئیه ۱۹۴۲ – ۲۱ آوریل ۱۹۹۱) دونده سرعت اهل فرانسه بود.
وی در مسابقات کشوری و بین‌المللی در مجموع برندهٔ ۱ مدال برنز شده‌است.